# 德拉伊納鄉
45°13′N 26°03′E / 45.217°N 26.050°E
德拉伊納鄉（羅馬尼亞語：Comuna Drajna, Prahova），是羅馬尼亞的鄉份，位於該國中南部，由普拉霍瓦縣負責管轄，面積54平方公里，海拔高度435米，2007年人口5,686，人口密度每平方公里105人。